# Minna Beckmann-Tube
Pour les articles homonymes, voir Beckmann et Tube.
Minna Beckmann-Tube (5 juillet 1881 à Metz - 30 juillet 1964 à Gauting) est une peintre et chanteuse d'opéra allemande. 

## Biographie
Fille d'un aumônier militaire protestant, Minna Tube naît le 5 juin 1881, à Metz, alors ville allemande. Sa famille déménage ensuite à Posen, Danzig, puis à Altenburg. Très jeune, elle souhaite devenir peintre. Elle rencontre le dessinateur et peintre Max Beckmann en 1903, à l'école des beaux-arts de Weimar. En 1906, elle épouse Max et ils s'installent l'année suivante à Berlin-Hermsdorf. Minna Beckmann-Tube s'occupe elle-même de la décoration intérieure de leur nouvelle demeure. Ils ont un fils, Peter, en 1907.
Ayant renoncé à peindre (d'après le documentaire de Nicola Graef "Un voyageur" de 2022, c'était Max Beckmann qui interdisait à sa femme de continuer de peindre après leur mariage), elle prend des cours de chant. Soprano ou mezzo-soprano, elle monte sur scène en 1912, se produisant ensuite à Elberfeld, Dessau et Chemnitz. De 1918 à 1925, elle travaille pour l'Opéra de Graz, en Autriche, où elle incarne notamment les rôles de Brünnhilde, Freya, mais aussi Vénus ou encore Isolde dans les opéras de Richard Wagner. Le couple réside à cette époque entre Berlin, Francfort et Graz. Max Beckmann quitte Minna Beckmann-Tube en 1925, pour épouser la fille du peintre Friedrich August von Kaulbach, Mathilde Kaulbach.
Après son divorce, Minna Tube poursuit sa carrière de chanteuse, mais elle restera liée, sa vie durant, à Max Beckmann. En 1945, devant l'avancée des armées américaine et soviétique, elle se réfugie à Gauting, en Bavière. Là, en 1951, elle fonde l'association Max Beckmann, en hommage à son premier époux.
Minna Tube décéda à Gauting, le 30 juillet 1964. Si de nombreuses toiles de Max Beckmann la représentent, Minna Tube n'a pas laissé d'enregistrements sonores.

## Œuvres
(liste non exhaustive)
- Großmutter Tube und Enkel Peter, 1914, huile sur toile ;
- Selbstbildnis mit Sohn Peter, vers 1915, huile sur toile ;
- Jünglingsportät (Peter Beckmann), vers 1923, huile sur bois ;
- Bildnis Peter Beckmann, 1933, huile sur toile ;
- Bildnis Maja Beckmann, 1950, huile ;
- Bildnis Mayen Beckmann, 1954, huile sur toile ;

## Publications
- Max Beckmann: Briefe im Kriege. Gesammelt von Minna Tube. Berlin, 1916 ;
- Minna Tube: Erinnerungen an Max Beckmann. In: Doris Schmidt (dir.): Max Beckmann: Frühe Tagebücher. Munich, 1985, (pp. 157 - 186) ;
- Stephan Reimertz: Max Beckmann und Minna Tube: Eine Liebe im Porträt, Rowohlt Berlin 1996 ;
- ders.: Max Beckmann: Biographie., Luchterhand, Munich, 2003 ;
- Galerie Berlin: Zeit zu leben: Max Beckmann, Minna Beckmann-Tube, Bernhard Heisig, Galerie Berlin, Berlin, 1992 ;
- Max Beckmann Archiv (dir.): Minna Beckmann-Tube, Munich, 1998 ;
- Cornelia Wieg (dir.): Max Beckmann seiner Liebsten: Ein Doppelporträt, Stuttgart, 2005.